# モアネス・ダブール
モアネス・ダブール（アラビア語: مؤنس دبور, ヘブライ語: מואנס דאבור, ラテン文字表記: Moanes Dabour, 1992年5月14日 - ）は、イスラエル・ナザレ出身のサッカー選手。イスラエル代表。アル・アハリ・ドバイ所属。ポジションはフォワード。

## クラブ経歴
2017年2月14日、レッドブル・ザルツブルクからシーズン末までのローンでグラスホッパー・クラブ・チューリッヒへ復帰した。
2019年1月17日、7月1日にセビージャFCに加入することが発表された。2023年6月までの4年契約を結ぶ。
2020年1月7日、TSG1899ホッフェンハイムと2024年6月30日までの契約を結んだことが発表された。
2023年7月12日、UAEプロリーグのアル・アハリ・ドバイに2年契約で移籍した。

## 代表歴
育成年代からイスラエル代表に選出されており、母国開催のUEFA U-21欧州選手権2013にも参加した。
2014年6月のホンジュラス戦で初キャップ。2015年9月3日、UEFA EURO 2016予選のアンドラ戦で代表初ゴールを決めた。

### ゴール
| #  | 開催日         | 会場                         | 対戦国       | スコア | 結果 | 試合概要                    |
| -- | -------------- | ---------------------------- | ------------ | ------ | ---- | --------------------------- |
| 1. | 2015年9月3日   | サミー・オフェル・スタジアム | アンドラ     | 4–0    | 4–0  | UEFA EURO 2016予選          |
| 2. | 2018年11月15日 | ネタニヤ・スタジアム         | グアテマラ   | 3–0    | 7–0  | 親善試合                    |
| 3. | 2018年11月15日 | ネタニヤ・スタジアム         | グアテマラ   | 4–0    | 7–0  | 親善試合                    |
| 4. | 2019年3月24日  | サミー・オフェル・スタジアム | オーストリア | 4–1    | 4–2  | UEFA EURO 2020予選          |
| 5. | 2019年10月15日 | ターナー・スタジアム         | ラトビア     | 1–0    | 3–1  | UEFA EURO 2020予選          |
| 6. | 2019年10月15日 | ターナー・スタジアム         | ラトビア     | 3–1    | 3–1  | UEFA EURO 2020予選          |
| 7. | 2019年11月16日 | テディ・スタジアム           | ポーランド   | 1–2    | 1–2  | UEFA EURO 2020予選          |
| 8. | 2021年3月31日  | スタディオヌル・ジンブル     | モルドバ     | 4–1    | 4–1  | 2022 FIFAワールドカップ予選 |

## タイトル

### クラブ
マッカビ・テルアビブ
- イスラエル・プレミアリーグ : 2012–13

レッドブル・ザルツブルク
- ブンデスリーガ : 2017–18, 2018–19

### 個人
- スイス・スーパーリーグ得点王: 2015-16（19得点）
- ブンデスリーガ得点王: 2017-2018（22得点）、2018-19（20得点）